# Conducción de aguas de El Chorrillo
La conducción de aguas de El Chorrillo, también conocida como acueducto de El Chorrillo, es un antiguo abastecimiento de agua a la ciudad española de Castro-Urdiales, en Cantabria.

## Descripción
El Chorrillo es un conjunto de infraestructuras hidráulicas (tuberías, arquetas, pozo...) que formaron parte de un abastecimiento de agua a la población de Castro-Urdiales y que se suponen de origen romano, aunque los restos visibles parecen haber sido acondicionados en el siglo XIX.
Lo conservado, que se extiende a lo largo de unos 500 metros, se localizan en el barrio de El Chorrillo (urbanización Flavia XXI), que toma su nombre del curso de agua que lo atraviesa, y que presumiblemente fue el punto de captación de las aguas conducidas.
El lugar de esta infraestructura hidráulica está muy alterado, a causa del gran crecimiento urbano llevado a cabo por el ayuntamiento.

## Historia
Los restos de la infraestructura hidráulica fueron descubiertos por espeleólogos a comienzos del siglo XX.
En 2006 el Gobierno de Cantabria lo declaró bien de interés cultural (BIC) con la categoría de «zona arqueológica».
Unos años después, el Ayuntamiento de Castro-Urdiales recuperó el entorno para convertirlo en una zona de esparcimiento, que incluyó la puesta en valor de estos restos. Se puede acceder a ellos y leer en los carteles informativos allí instalados la descripción e interpretación de este antiguo abastecimiento hidráulico.